# Dr. Kildare
Dr. James Kildare é um personagem fictício, protagonista de uma série de filmes norte-americanos nas décadas de 30 e 40, de um programa de rádio nos anos 50 e uma popular série de televisão nos anos 60 - além de uma série de histórias em quadrinhos baseada nessa série. 
O personagem foi criado por Frederick Schiller Faust, mais conhecido por seus contos de faroeste.

## Os filmes

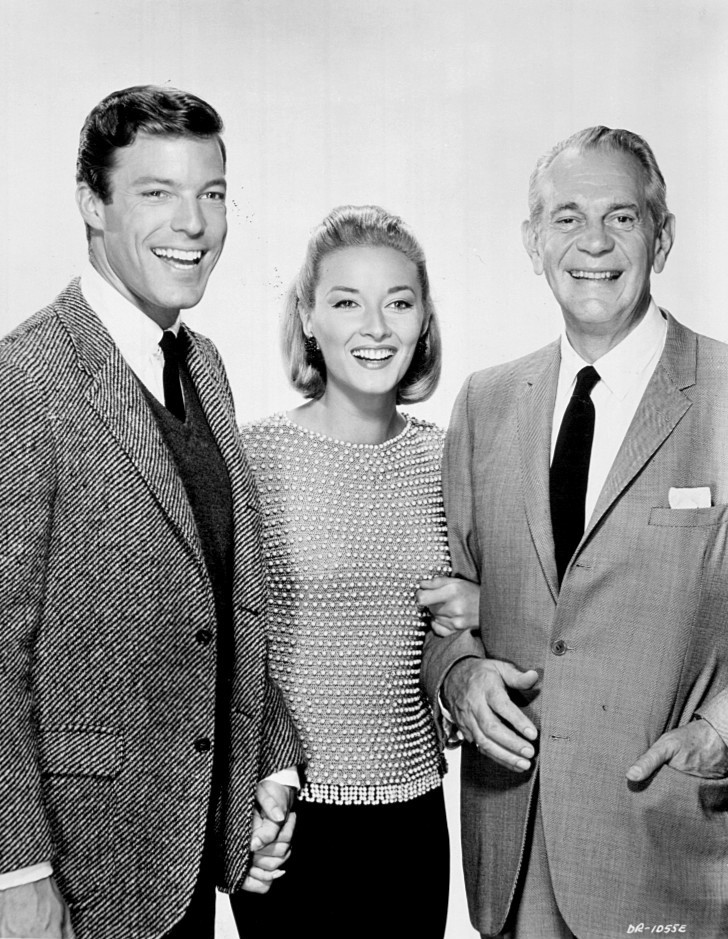
Richard Chamberlain (à esquerda), Daniela Bianchi e Raymond Massey, intépretes da série Dr. Kildare, em 1964

O personagem começa a série de filmes como um mero interno, e, com o tempo se torna um médico. Seu mentor é o Dr. Leonard Gillespie. Após os dez primeiros filmes, o personagem de Kildare não mais aparece, com o foco passando para Gillespie. 
Filme da série incluem: 
- Internes Can't Take Money (1937), estrelando Joel McCrea como Kildare. 
Perfil no IMDb
- Young Dr. Kildare (1938), introduzindo Lew Ayres no papel de Kildare e Lionel Barrymore como o Dr. Gillespie. 
 Perfil no IMDb
- Calling Dr. Kildare (1939) 
 Perfil no IMDb
- The Secret of Dr. Kildare (1939) 
 Perfil no IMDb
- Dr. Kildare's Strange Case (1940) 
 Perfil no IMDb
- Dr. Kildare Goes Home (1940) 
 Perfil no IMDb
- Dr. Kildare's Crisis (1940) 
 Perfil no IMDb
- The People vs. Dr. Kildare (1941) 
 Perfil no IMDb
- Dr. Kildare's Wedding Day (1941) 
 Perfil no IMDb
- Dr. Kildare's Victory (1942) 
 Perfil no IMDb

Filmes posteriores, sem a presença de Kildare:
- Calling Dr. Gillespie (1942) 
 Perfil no IMDb
- Dr. Gillespie's New Assistant (1942), que introudiu dois novos personagens, assistentes do Dr. Gillespie, o Dr. Randall Adams (Van Johnson) eo Dr. Lee Wong How (Keye Luke). 
Perfil no IMDb
- Dr. Gillespie's Criminal Case (1943) 
 Perfil no IMDb
- Three Men in White (1944) 
 Perfil no IMDb
- Between Two Women (1945) 
 Perfil no IMDb
- Dark Delusion (1947), sem a presença de Van Johnson. 
 Perfil no IMDb

## A série de televisão
Dr. Kildare foi um drama médico exibido pela NBC  de 27 de Setembro de 1961 a 9 de Setembro de 1965, por 5 temporadas. Na mesma época, estreou na ABC outra série médica, Ben Casey, e ambas rapidamente se tornaram um sucesso, ajudando a formar a base para o surgimento de várias séries que lidavam com a vida de médicos e enfermeiras. 
"Kildare" contava a história de um jovem interno, James Kildare, interpretado por Richard Chamberlain, que trabalhava num grande hospital metropolitano, o Blair General e tentava, ao mesmo tempo, aprender sua profissão, lidar com os problemas dos pacientes e ganhar o respeito de seu supervisor, o Dr. Leonard Gillespie, interpretado por Raymond Massey.
No primeiro episódio da série, Gillespie diz à um sério e iniciante Kildare:
Nosso trabalho é manter as pessoas vivas, não dizer a elas como viver.
Kildare simplesmente ignora o aviso, o que seria a base para a maior parte das histórias das quatro temporadas que se sucederiam. A série foi a grande responsável por fazer de Chamberlain - que havia vencido outros 35 candidatos ao papel - um dos maiores ídolos juvenis dos anos 60, chegando à gravar uma música, intitulada Three Star Will Shine Tonight, tomando como base a música-tema do seriado. 
Em 2006, Chamberlain reprisaria o papel numa paródia de Grey's Anatomy exibida no TV Land Awards, ao lado de outros médicos famosos da televisão, vindos de séries como "Julia", "St. Elsewhere", "M*A*S*H" e "The Love Boat".

### Elenco, por ordem alfabética

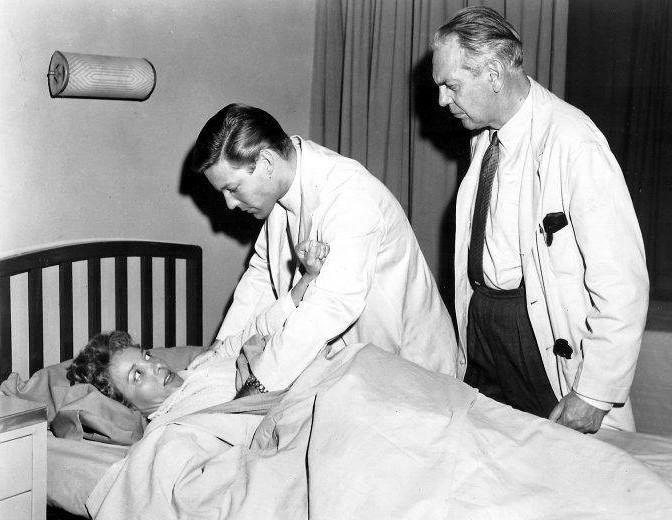
Richard Chamberlain (ao centro) e Raymond Massey (à direita) em foto do primeiro episódio de Dr. Kildare, em 1961

| Ator                | Personagem                   | Duração     |
| Cynthia Stone       | Sra. Salt                    |             |
| Eddie Ryder         | Dr. Simon Agurski            | (1961-1962) |
| Jean Inness         | Enfermeira Fain              | (1965-1966) |
| Jo Helton           | Enfermeira Conant            | (1995-1999) |
| John Napier         | Ken Cleveland                | (1965-1966) |
| Joan Patrick        | Susan Deigh, a recepcionista | (1961-1962) |
| Joanna Pettet       | Yvonne Barlow                | (1961)      |
| Jud Taylor          | Dr. Thomas Gerson            | (1961-1962) |
| Ken Berry           | Dr. Kapish                   |             |
| Lee Kurty           | Enfermeira Zoe Lawton        | (1965-1966) |
| Raymond Massey      | Dr. Leonard Gillespie        |             |
| Richard Chamberlain | Dr. James Kildare            |             |
| Robert Paget        | Dr. John Ross                |             |
| Steve Bell          | Dr. Quint Lowry              | (1965-1966) |

## Dr. Kildare em outras mídias
A editora Dell Comics publicou um gibi baseado na série, mas este teve vida curta. Durou apenas nove edições, de 1962 a 1965. 